# Ocell del paradís de Comrie
L'ocell del paradís de Comrie (Manucodia comrii) és un ocell de la família dels paradiseids (Paradiseidae).

## Hàbitat i distribució
Habita els boscos de les terres baixes de les Illes Trobriand, i de Fergusson, Goodenough i Normanby, a l'Arxipèlag D'Entrecasteaux, prop del sud-est de Nova Guinea.